# Cabécar
Los cábecar (Kabekwa, en lengua cábecar) son una etnia autóctona de Costa Rica. Se encuentran ubicados en Chirripó, en el Valle del Pacuare, y en la Reserva de Talamanca, entre las provincias de Cartago y Limón, así como una pequeña comunidad que vive en Ujarrás de Buenos Aires de Puntarenas. Se encuentran también asentados en la comunidad de Chiná Kichá en el distrito La Amistad, cantón de Pérez Zeledón que a su vez pertenece a la provincia de San José. Después de los bribri, son la etnia indígena con mayor cantidad de individuos en el país.

## Historia
Los cabécares han habitado el territorio nacional de Costa Rica por lo menos durante aproximadamente 3 000 años. Su origen se ha relacionado con el de otros grupos chibchoides del Área Intermedia de América, similar a los ngäbe, cunas y bribris, especialmente con estos últimos, los cabécares comparten gran cantidad de aspectos lingüísticos y culturales.
Durante la época precolombina, los cabécares lograron establecer en Talamanca el más fuerte e importante de los cacicazgos del Atlántico del país, en el cual se asentaban distintos grupos indígenas con lenguas de la familia viceítica, una rama de las lenguas chibchas: ateos, térrabas, viceitas, urinamas, aoyaques, terbis y los mismos cabécares. En la época de la conquista de Costa Rica, Talamanca fue el único cacicazgo que no logró ser conquistado en su totalidad por los españoles, de modo que esta región se convirtió en zona de refugio para muchos aborígenes que escapaban del dominio español. Durante el siglo XVII, Talamanca fue importante escenario de rebeliones indígenas, encabezadas por líderes cabécares como Guaycorá y Sumamará, que incendiaron la ciudad de Santiago de Talamanca en 1610, o Comesala, quien junto a Pablo Presbere encabezó la revuelta indígena más importante de la historia colonial de Costa Rica en 1709.

## Distribución geográfica

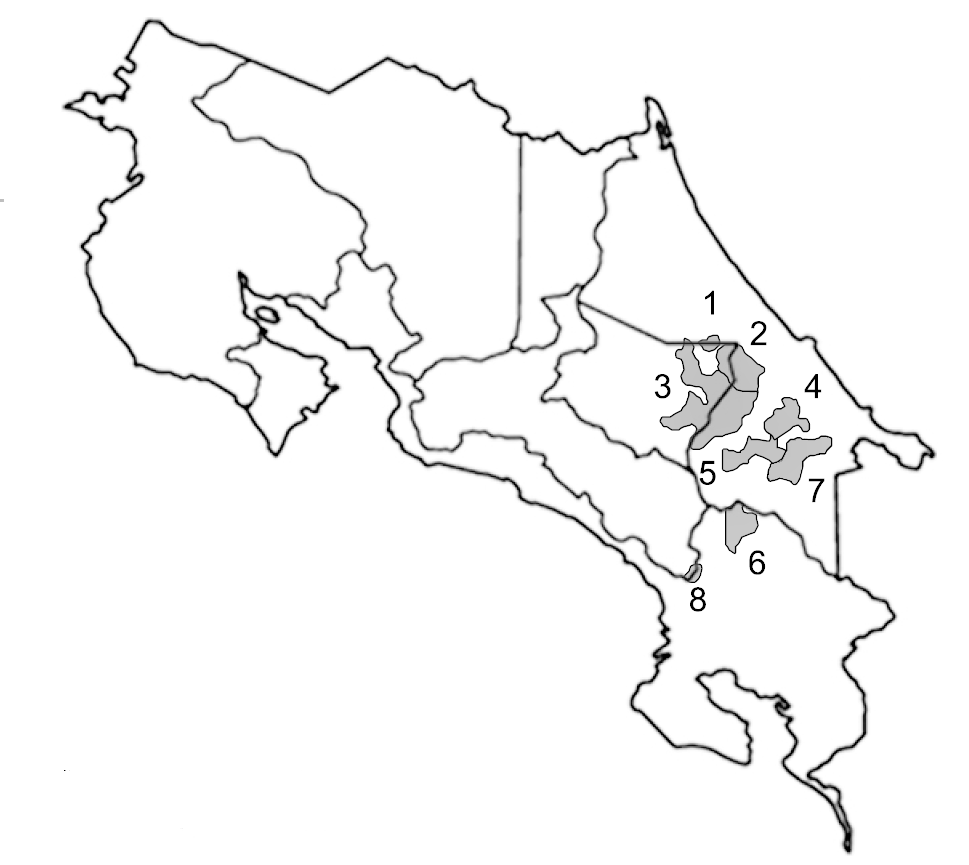
Mapa que contiene los territorios cábecares: 1. Na̱í̱rí Awarí, 2. Bajo Chirripó, 3. Alto Chirripó, 4. Tayní, 5. Telire, 6. Ujarrás, 7. Talamanca cabécar y 8. Chína̱ Kicha.

En la actualidad, los cábecares ocupan los siguientes territorios indígenas con reconocimiento legal por el estado costarricense:
- Bajo Chirripó
- China Kichá
- Chirripó
- Nairi-Awari
- Talamanca
- Tayní
- Telire
- Ujarrás

## Población
Con base en el ritmo de crecimiento poblacional de este grupo étnico, se estima que la población cabécar actual asciende a unas 14.000 personas. Se calcula que el número de hablantes maternos asciende al 85 % de esta población, es decir, casi doce mil individuos.

## Religión
Para entender la cultura espiritual de los pueblos cábecar es es de suma importancia comprender la función del curandero o jawá, quien es la clave de la curación del cuerpo y en un menor grado del espíritu de los cábecares. Las dietas estrictas forman en general parte de la curación, estas prohíben tomar sal, café, chocolate, chicha y muy a menudo carne. La religión cábecar comienza con un gran Dios con el nombre de Sibö, creador de todas las cosas y que está en el fondo de todo lo que sucede. En la actualidad algunos de estos indígenas han cambiado su religión por otras, como parte de un proceso de aculturización.

## Lengua
El idioma cabécar es una lengua de la familia de clasificación chibcha-talamanca-cabécar. El cabécar posee ocho vocales orales y cinco vocales nasales

## Actividades de subsistencia
- Tierra: la agricultura difiere de acuerdo con la localidad. La gente del lado del Pacífico tiene las ventajas del clima y la educación. La siembra está regida por estaciones secas y húmedas muy marcadas, existiendo valles más amplios y pendientes más suaves. En Talamanca y Chirripó, se hace la siembra en cualquier época del año aunque el mes favorito es mayo.[1]
- Cultivos: La dieta básica de estos pueblos consiste en tubérculos, pejibaye, cacao, bananos y plátanos. Se comprende fácilmente la importancia de los tubérculos cuando se toman en cuenta las siguientes ventajas: Pueden ser cultivados en suelos de muy diversa condición; propagarse sin dificultad; son poco susceptibles a pestes serias; toleran las precipitaciones pluviales fuertes; y pueden aprovecharse todo el año.[1]
- Cacería: los Talamancas consumen muchos animales silvestres que incluyen: monos, guatusa, conejos, cariblancos, saínos, venado y danta. El equipo más común para cazar consiste en un  arco y flecha, el arco en relativamente corto con una medida aproximada de 2,35 metros, se mantiene en posición horizontal y la cuerda se hala con el dedo, en un astil de caña silvestre se colocan las puntas de flecha tan hondo como sea posible, aseguradas con cera y atadas con hilo de pita de modo que cuando se dispara la flecha la punta no se pierda.[1]
- Pesca: el método de  flecha más común se realiza con arco y flechas de madera de palma ya sean de punta lisa o con púas; a veces da muerte al pez pequeño con golpe de machete aunque con frecuencia usan anzuelos; el cabo favorito es el saltamontes, estos se atrapan y se guardan en una jícara a la cual se le han hecho agujeros para la entrada del aire utilizando como tapón una mazorca sin granos hasta el momento de usarlos.[1]
- Preparación de alimentos: En general, el alimento se cocina o asa en las brasas del fogón; el maíz sazón, si no se usa para hacer chicha se le asa en las brasas o se le convierte en masa, mezclándolo con plátanos cocidos se le envuelve en hojas  y luego se le asa. La carne se hace en sopa, se asa o se seca para comerla después, el pescado se trata de modo parecido, se consumen muy pocos alimentos fritos.[1]
- Bebidas: la bebida más estimada entre los pueblos de Talamanca es el chocolate, pero la bebida más común es la chicha; por sí sola la chicha es nutritiva y la toman los dos sexos en todas las edades, es esencial cuando hay que hacer trabajo pesado y de conjunto y se toma también en  fiestas y ceremonias; puede hacerse chicha de una variedad de productos alimenticios, incluyendo pejibaye, yuca, maíz,  plátanos, ñampi y ayote.[1]

## Vivienda

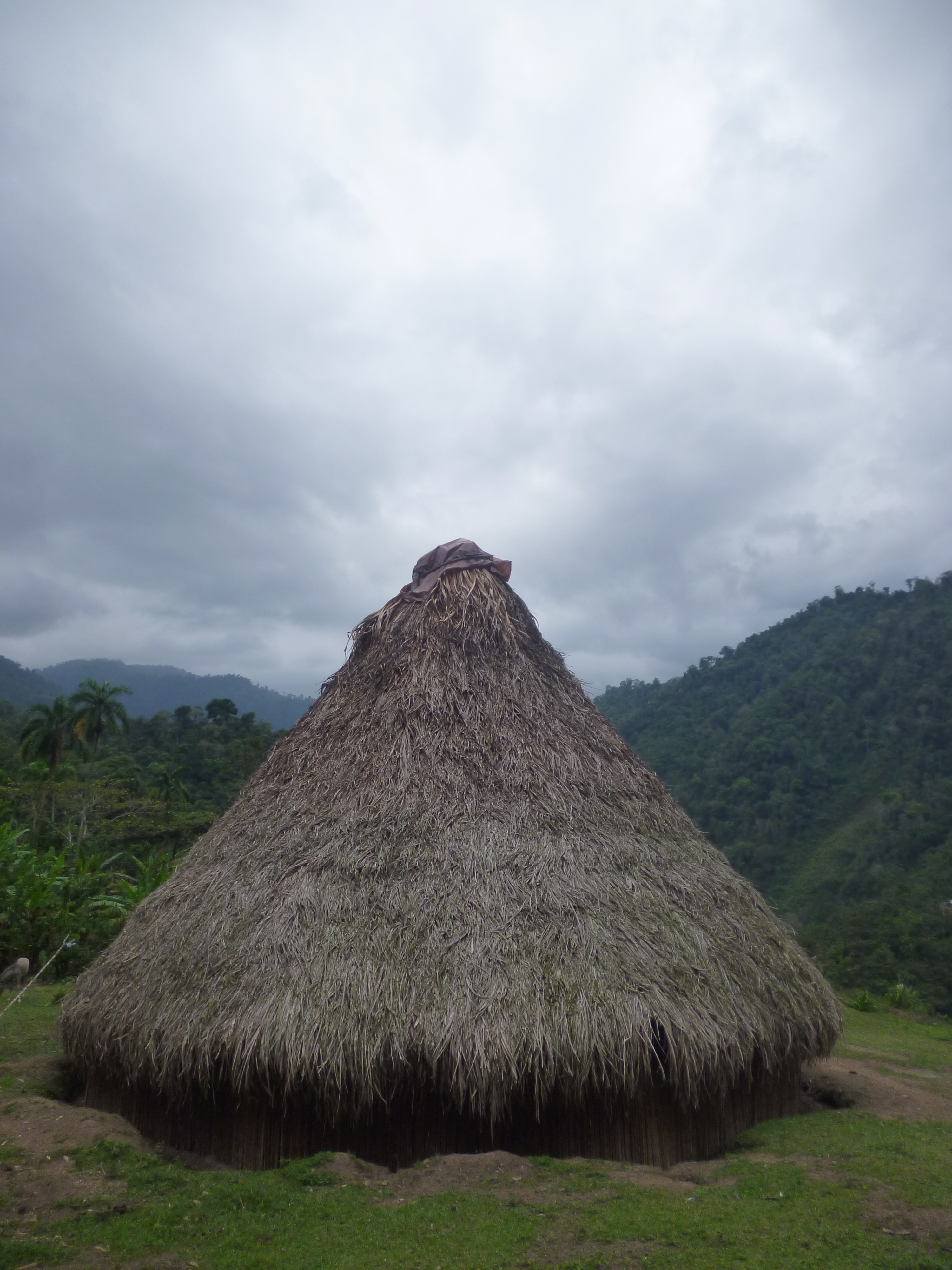
Ju tsi̱ní̱. Casa cónica tradicional cabécar.

La  vivienda típica es grande y redonda con un techo alto y cónico de hojas de palma, a menudo con una olla vieja en el ápice, hay solo una puerta y tanto esta como las paredes bajas estén hechas de varas y ocasionalmente de cañas silvestres que se amarran una a la par de la otra con bejucos. Según Gabb citado por Stone “estas casas son generalmente circulares, de 30 a 50 pies de diámetro y casi del mismo alto, componiéndose de varas largas que parten desde el suelo hasta la cúspide, descansan estas en mimbres o bejucos, atados en rollos de ocho a diez pulgadas de espesor y descansando sobre una serie de horcones verticales clavados en el suelo en un círculo como una tercera parte menor que la circunferencia exterior de la casa…”. Actualmente esta casa es vista como casa cultural, por motivo de que los indígenas en los últimos años  construyen las viviendas con una estructura rectangular, además de utilizar otros materiales.

## Vestido
El vestido ordinario de las mujeres consiste en una tela de algodón, con la cual se confeccionan una bata, ocasionalmente pueden verse camisas cortas o blusas. El traje masculino incluye generalmente pantalones y camisa, la faja puede ser una pieza de bejuco, cuerda, mastate o de algodón.

## Organización social
Los cabécares están divididos en clanes matrilineales, sin embargo, ha desaparecido un cierto número de clanes barrido por las guerras y las enfermedades. La población cabécar posee unos 20 clanes aproximadamente, por ejemplo: kabék, trírú, kjól, tuarí, tjúk, kjos y bóló.

## Danzas
Hay muchas danzas diferentes, unas relacionadas con ceremonias y otras que hacen por puro placer. Muchos de los cantos con que se acompañan las danzas están en un idioma incomprensible para los cantores. Hay dos métodos tradicionales de baile: en una línea o en un círculo.
El tipo circular recibe el nombre de buLikLak, cuando hay tambores que acompañan a los que danzan aquellos permanecen fuera del círculo, los participantes levantan los brazos horizontalmente y se entrelazan.
Un baile lineal llamado durét, se ejecuta con una fila de hombres: el busiki es con hombres y mujeres en la misma línea; buLtakuL es corrientemente una hilera de hombres, pero puede haber una de mujeres.

## Cantos
Todos los cantos sagrados son básicamente en lengua cabécar aun cuando pueden ser cantados en lengua bribri. El curandero (jawá) y alguna veces el sepulturero cantan estas canciones que corrientemente están en antiguo cabécar y no las entienden las masas. En efecto, el lenguaje cantado permite toda clase de libertades así como la posición de cierto vocabulario propio.